# Revolta do Ruhr
A Revolta do Ruhr (em alemão:  Ruhraufstand) ou Revolta de Março (Märzaufstand) foi uma revolta dos trabalhadores de esquerda na região do Vale do Ruhr, na Alemanha, em março de 1920. Inicialmente ocorreu em apoio ao apelo a uma greve geral emitido pelos membros social-democratas do governo alemão, pelos sindicatos e outros partidos em resposta ao Kapp-Putsch de direita de 13 de março de 1920.
Os comunistas e outros socialistas no Ruhr já tinham traçado planos para "conquistar o poder político através da ditadura do proletariado" no caso de uma greve geral, mas após o colapso do Kapp-Putsch, o governo alemão enviou o Reichswehr (o exército alemão) e Freikorps de direita para esmagar a insurgência em curso dos estimados 50.000 membros do "Exército Vermelho do Ruhr". Isto envolveu considerável brutalidade e execuções sumárias de prisioneiros. Estima-se que 1.600 pessoas foram mortas.

## Origens
Quando o Tratado de Versalhes entrou em vigor em 10 de janeiro de 1920, o governo alemão teve de reduzir drasticamente o número de efetivos das suas forças armadas regulares e dissolver unidades paramilitares, como os Freikorps de direita. Consequentemente, o Reichswehrminister alemão (ministro da defesa) Gustav Noske ordenou a dissolução dos Freikorps Marinebrigaden "Ehrhardt" e "Loewenfeld". 
O general de mais alta patente do Reichswehr, Walther von Lüttwitz, recusou-se a obedecer. Ele contribuiu para o que ficou conhecido como Kapp-Putsch, ou Lüttwitz-Kapp-Putsch, um esforço das forças militares e de direita para derrubar o governo eleito e restaurar a monarquia.  Em 13 de março de 1920, a Brigada de Fuzileiros Navais Ehrhardt, de direita, liderada por von Lüttwitz, marchou para Berlim, ocupou os edifícios do governo e instalou Wolfgang Kapp como novo chanceler, pedindo o retorno da monarquia. Para restaurar a ordem, Noske pediu a Hans von Seeckt, que na época era o chefe do Truppenamt im Reichswehrministerium, que ordenasse ao exército regular, o Reichswehr, que reprimisse o golpe. Von Seeckt e os outros comandantes superiores, com exceção do general Walther Reinhardt, recusaram e o governo foi forçado a fugir de Berlim.
Contudo, como a burocracia ministerial não cooperou com o governo Kapp, este último não conseguiu governar de forma eficaz. No mesmo dia do golpe, os membros social-democratas do governo e Otto Wels, chefe do SPD, assinaram um apelo a uma greve geral para derrubar os golpistas. Foi apoiado pela Allgemeiner Deutscher Gewerkschaftsbund (ADGB) liderada por Carl Legien, pela Arbeitsgemeinschaft für Angestellte (AfA) e pela Deutsche Beamtenbund.  Separadamente, o KPD, o USPD e o DDP também convocaram uma greve. Embora os protestos de grupos conservadores, incluindo o Reichswehr, logo tenham feito com que o Reichsregierung se distanciasse deste apelo à greve, a greve geral de cerca de 12 milhões de trabalhadores ajudou a provocar o colapso do golpe em 17 de Março de 1920. 

## Greve e revolta na região do Ruhr

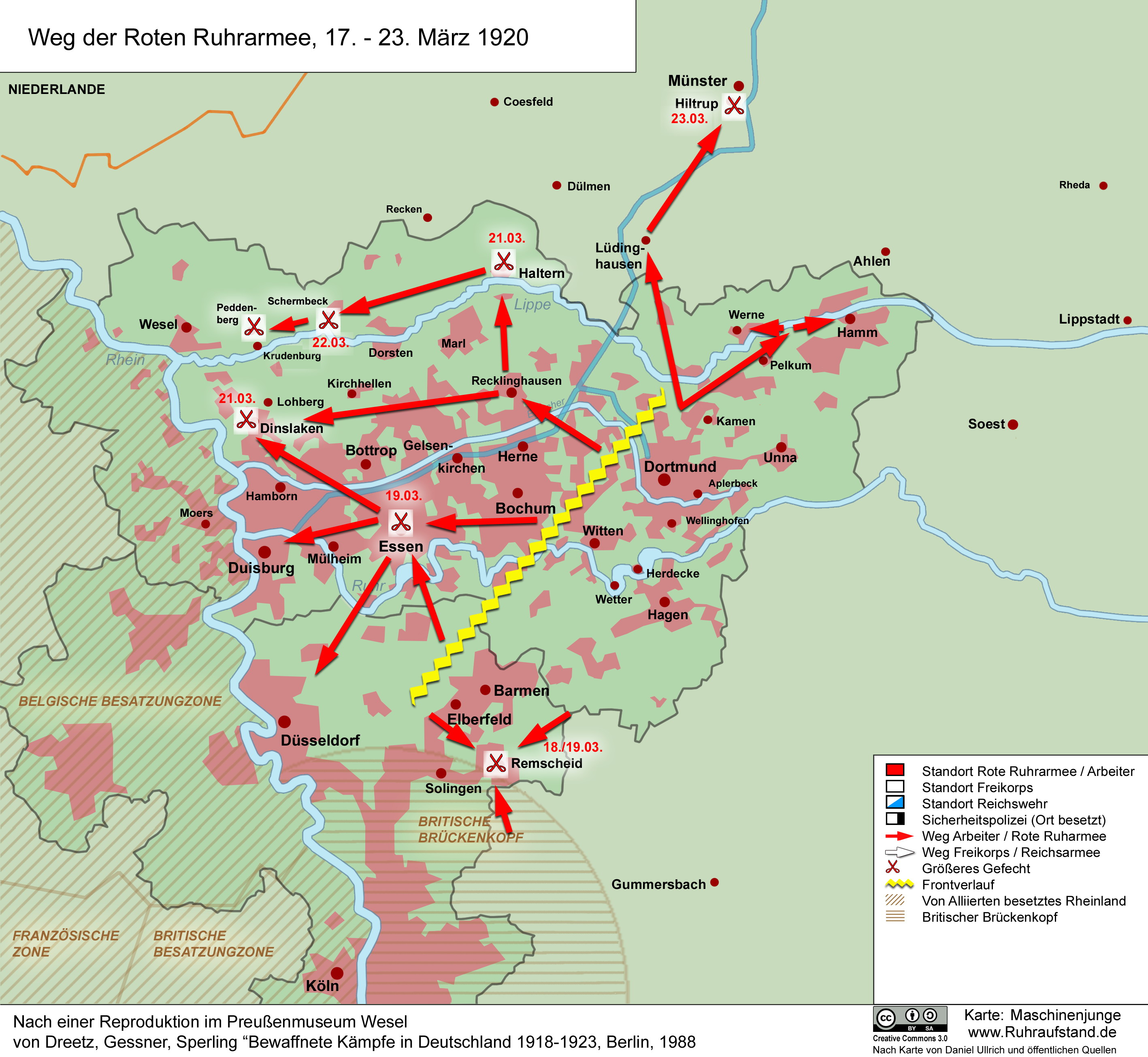
Mapa mostrando o caminho percorrido pelo "Exército Vermelho do Ruhr", de 17 a 23 de março de 1920.

As primeiras manifestações contra o golpe ocorreram na região do Ruhr em 13 de março de 1920. Por exemplo, em Bochum compareceram 20.000 pessoas. Enquanto o Kapp-Putsch estava em andamento em Berlim, em 14 de março de 1920, em Elberfeld, uma reunião de representantes do Partido Comunista da Alemanha (KPD), do Partido Social-Democrata Independente da Alemanha (USPD) e do Partido Social-Democrata da Alemanha ( SPD) foi realizada. Os partidos operários de esquerda decidiram uma aliança espontânea contra os golpistas. O SPD, o USPD e o KPD elaboraram um apelo conjunto para “conquistar o poder político através da ditadura do proletariado”.
Como consequência deste apelo e no contexto da greve geral, algumas organizações de trabalhadores tentaram tomar o poder do Estado à escala regional. Em toda a área do Ruhr, "Conselhos Executivos" locais formados espontaneamente assumiram o poder político. Estes foram dominados principalmente pelo USPD, com a participação do KPD. O Sindicato Anarcossindicalista dos Trabalhadores Livres da Alemanha (FAUD) também esteve representado. Foram mobilizados soldados-trabalhadores que controlavam as cidades.
O Exército Vermelho do Ruhr, cuja força foi estimada em aproximadamente 50.000 membros a julgar pelo número de rifles que foram posteriormente confiscados, prevaleceu sobre as forças governamentais na área em muito pouco tempo.
Em 17 de março de 1920, unidades do Exército Vermelho do Ruhr perto de Wetter atacaram um grupo avançado do Freikorps Lichtschlag sob o comando de Hauptmann Hasenclever. Quando questionado, ele se identificou como apoiador do novo governo Kapp. Os trabalhadores pegaram as armas da força inimiga, capturaram 600 membros do Freikorps e ocuparam Dortmund.  Em 20 de março de 1920, em Essen, foi formado um Comitê Central (Zentralrat) dos Conselhos de Trabalhadores, estes últimos em processo de tomada do poder em partes do Ruhr.  Outro órgão central estava em Hagen. A revolta não possuía uma liderança comum nem um programa político comum, embora a entrega da propriedade de indústrias importantes aos trabalhadores fosse uma questão importante. 

## Após a derrota do Kapp-Putsch
A greve geral foi oficialmente declarada encerrada em 22 de março pelos sindicatos (ADGB), o USPD e o KPD após concessões adicionais do governo do chanceler Gustav Bauer. Estas incluíram a demissão do Reichswehrminister Noske, bem como mudanças nas políticas sociais e económicas. O General Reinhardt também renunciou. Otto Gessler sucedeu Noske; von Seeckt tornou-se Chef der Heeresleitung. As exigências do USPD de que fosse instalado um governo socialista dos trabalhadores para impedir um movimento da Alemanha para a direita foram rejeitadas.  
O governo legítimo, recentemente regressado a Berlim, emitiu um ultimato em 24 de Março, exigindo que os conselhos de trabalhadores pusessem fim à greve e à revolta até 30 de Março (posteriormente prorrogado até 2 de Abril); os conselhos não cumpriram isso. Em 25 de março, o governo de Gustav Bauer renunciou e em 26 de março o Reichspräsident Friedrich Ebert nomeou Hermann Müller como o novo chanceler. 
A tentativa de resolver o conflito na mesa de negociações do Acordo de Bielefeld falhou, em última análise, devido às ações não autorizadas do comandante militar regional, Oskar von Watter.
A consequência foi a renovada proclamação de uma greve geral. Mais de 300.000 mineiros aderiram a esta iniciativa (representavam cerca de 75% da força de trabalho na mineração). A revolta comunista colocou Düsseldorf e Elberfeld nas mãos dos comunistas. Até o final de março, toda a região do Ruhr foi tomada.
Os envolvidos no levante, que muitas vezes eram veteranos da Grande Guerra, recebiam salários dos conselhos de trabalhadores. Muitas vezes operavam em pequenos grupos, viajando de bicicleta. Eles atacaram a Zitadelle Wesel em 24 de março, mas aqui o Exército do Ruhr sofreu sua primeira derrota.
A estrutura do Exército do Ruhr era, tal como as reivindicações políticas e as posições dos diferentes conselhos operários, muito heterogénea e sujeita a mudanças frequentes. Em geral, houve uma forte diferença entre os trabalhadores do Oriente e do Ocidente. A área oriental do Ruhr, dominada pelo USPD, organizou-se e armou-se anteriormente, mas não apoiou a continuação da acção armada contra o governo federal recentemente restaurado. Por outro lado, a mobilização foi mais lenta na região ocidental do Ruhr, dominada pelos sindicatos, mas a continuação da revolta nas fases posteriores encontrou aqui maior apoio.
Em 2 de abril de 1920, unidades do governo do Reichswehr marcharam para a área do Ruhr para reprimir o levante.  Esta força também continha unidades que haviam apoiado o golpe apenas alguns dias antes, como a Marinebrigade von Loewenfeld e a Marinebrigade Ehrhardt. 

## Supressão sangrenta

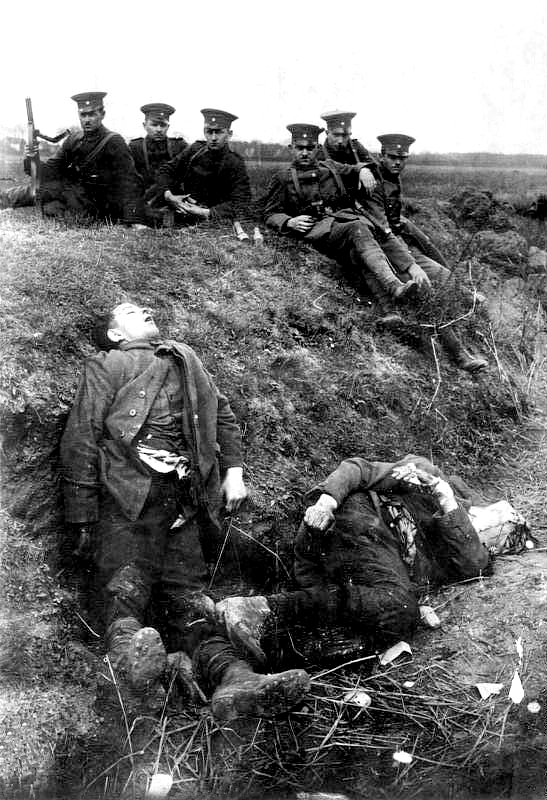
Membros do Reichswehr e membros fuzilados do Exército Vermelho do Ruhr, 2 de abril de 1920, Möllen, perto de Duisburg

Com o apoio do governo federal, o levante foi reprimido pelo General Watter, aproximando-se pelo norte. Baseado em Münster, sua equipe liderou a guerra civil na região do Ruhr. Unidades do Reichswehr e Freikorps suprimiram com sucesso o Exército Vermelho do Ruhr.
Os combates foram seguidos de sentenças de morte e execuções em massa. Aqueles que portavam armas no momento da prisão foram baleados, incluindo os feridos. Em 3 de abril de 1920, o Reichspräsident Ebert proibiu essas execuções sumárias. Em 12 de abril de 1920, o General von Watter proibiu seus soldados de se envolverem em "comportamentos ilegais". As ações de ambos os lados nos combates foram descritas como demonstrando “o máximo de crueldade”. 
Em 5 de abril, grande parte do Exército do Ruhr fugiu diante do Reichswehr para a região ocupada pelo Exército Francês. Em resposta à presença do Reichswehr no Ruhr, que violava o Tratado de Versalhes, os franceses ocuparam cidades como Frankfurt, Hanau e Darmstadt em 6 de abril. 
O Reichswehr parou apenas no rio Ruhr. As forças de ocupação britânicas ameaçavam ocupar a Bergisches Land devido à violação do Tratado de Versalhes. Em 8 de abril, o Reichswehr controlava toda a região norte do Ruhr. 
Ao final dos combates, o Reichswehr havia perdido 208 mortos e 123 desaparecidos,  e o Freikorps cerca de 273 vidas. Estima-se que 1.000 trabalhadores foram mortos. Um memorial à Revolta do Ruhr foi posteriormente encomendado e instalado em Hagen.